# Persiscape
Persiscape is een geslacht van spinnen uit de  familie van de Agelenidae (trechterspinnen).

## Soorten
- Persiscape caspica Zamani & Marusik, 2020
- Persiscape caucasica (Guseinov, Marusik & Koponen, 2005)
- Persiscape ecbatana Zamani & Marusik, 2020
- Persiscape gideoni (Levy, 1996)
- Persiscape levyi (Guseinov, Marusik & Koponen, 2005)
- Persiscape nassirkhanii Zamani & Marusik, 2020
- Persiscape zagrosensis Zamani & Marusik, 2020